# Тетрахлороетен
Тетрахлороетен (алтернативно тетрахлороетилен, перхлоретилен, ТХЕ, ПХЕ) е органично химическо съединение, което се използва предимно в текстилната промишленост за отстраняването на трайни замърсявания и петна. Използва се също така и в машиностроенето за почистването на машинни детайли от вредни примеси и добавки. Представлява лесно летлива, незапалима течност със силна сладникава миризма. Повечето хора могат да усетят присъствието на тетрахлороетен във въздуха в концентрации 1 ppm (една милионна част), а някои имат и по-силно изразена чувствителност.
За първи път тетрахлороетен е синтезиран от Майкъл Фарадей през 1821 г., при нагряването на хексахлороетан. При тази химична реакция се получава тетрахлороетен и насцентен хлор.
Работата с тетрахлороетен трябва да бъде изключително внимателна, защото е отровен и силен окислител. За предпочитане е да се работи само в добре проветрени помещения и с необходимите защитни предпазни средства.
Общата химична формула на тетрахлороетена се записва във вида C2Cl4.